# Країни G4
Країни G4 (англ. G4 nations) — міжнародна організація, що складається з чотирьох країн, до числа яких входить Бразилія, Німеччина, Індія та Японія. Учасники цього об'єднання зобов'язалися підтримувати заявки будь-яких членів об'єднання на постійні місця у Раді Безпеки Організації Об'єднаних Націй. Заснована у 2005 році.
На відміну від організації G7, метою якої є підтримка економічної стабільності та довготривале співробітництво країн-учасниць, G4 має єдину мету — отримати постійні місця в Раді безпеки ООН. За останні десятиліття економіка та політичний вплив цих країн значно зросли, і тепер їх масштаби розвитку можна порівняти з постійними членами ради.

## Основа
Наразі до ООН входять п'ять постійних членів, які мають право вето у Раді Безпеки. Серед них Китай, Франція, Росія, Велика Британія та США; всі ці країни отримали свої місця як переможці Другої світової війни. Країни G4 обираються своїми відповідними регіональними групами на дворічний термін, як непостійні члени радбезу. Протягом 24 років (з 1987 по 2010 рік), Бразилія та Японія обиралися по 5 термінів, Німеччина — 4 (один раз як Західна Німеччина і три рази як об'єднана), Індія — 2 терміни. Усього ж з моменту створення ООН ця організація існує 64 роки, причому кожна країна була учасницею мінімум 10 років. Для порівняння, три постійні члени Ради Безпеки, що займають свої місця з часів заснування ООН (Франція, Велика Британія та США), перебувають у ній 72 роки. Китайська Народна Республіка займає своє постійне місце вже 46 років, замінивши Китайську Республіку в 1971 році, а Росія бере участь в ООН як постійний член 26 років, оскільки замінила Радянський Союз в 1991 році.
| Порівняння постійних і тимчасових членів Ради Безпеки ООН (G4 и P5) | Порівняння постійних і тимчасових членів Ради Безпеки ООН (G4 и P5) | Порівняння постійних і тимчасових членів Ради Безпеки ООН (G4 и P5) | Порівняння постійних і тимчасових членів Ради Безпеки ООН (G4 и P5) | Порівняння постійних і тимчасових членів Ради Безпеки ООН (G4 и P5) | Порівняння постійних і тимчасових членів Ради Безпеки ООН (G4 и P5) | Порівняння постійних і тимчасових членів Ради Безпеки ООН (G4 и P5) | Порівняння постійних і тимчасових членів Ради Безпеки ООН (G4 и P5) | Порівняння постійних і тимчасових членів Ради Безпеки ООН (G4 и P5) | Порівняння постійних і тимчасових членів Ради Безпеки ООН (G4 и P5) | Порівняння постійних і тимчасових членів Ради Безпеки ООН (G4 и P5) |
|                                                                     |                                                                     | % от населення землі                                                | ВВП (ППС)1                                                          | ВВП (номінал)1                                                      | Фінансування (вкладення) в ООН2                                     | Кількість миротворців ООН в країні                                  | Військовий бюджет1                                                  | Число військового персоналу                                         | Ядерний арсенал                                                     | Всего боеголовок                                                    |
| ------------------------------------------------------------------- | ------------------------------------------------------------------- | ------------------------------------------------------------------- | ------------------------------------------------------------------- | ------------------------------------------------------------------- | ------------------------------------------------------------------- | ------------------------------------------------------------------- | ------------------------------------------------------------------- | ------------------------------------------------------------------- | ------------------------------------------------------------------- | ------------------------------------------------------------------- |
| Бразилія                                                            | G4                                                                  | 2.8 % (5th)                                                         | $3,101 (7th)                                                        | $1,535 (9th)                                                        | 3.82 % (7th)                                                        | 1,305 (20th)                                                        | $24.6 (11th)                                                        | 318,480 (16th)                                                      | НІ                                                                  | -                                                                   |
| КНР                                                                 | P5                                                                  | 18.8 % (1st)                                                        | $20,853 (1st)                                                       | $11,383 (2nd)                                                       | 7.92 % (3rd)                                                        | 2,622 (12th)                                                        | $215.0 (2nd)                                                        | 2,333,000 (1st)                                                     | ТАК                                                                 | 260 (4th)                                                           |
| Франція                                                             | P5                                                                  | 0.9 % (20th)                                                        | $2,703 10th)                                                        | $2,465 (6th)                                                        | 4.86 % (5th)                                                        | 880 (33rd)                                                          | $50.9 (7th)                                                         | 222,200 (24th)                                                      | ТАК                                                                 | 300 (3rd)                                                           |
| Німеччина                                                           | G4                                                                  | 1.1 % (17th)                                                        | $3,935 (5th)                                                        | $3,468 (4th)                                                        | 6.39 % (4th)                                                        | 434 (45th)                                                          | $39.4 (9th)                                                         | 186,450 (28th)                                                      | НІ                                                                  | -                                                                   |
| Індія                                                               | G4                                                                  | 17.7 % (2nd)                                                        | $9,542 (3rd)                                                        | $2,610 (6th)                                                        | 0.74 % (22nd)                                                       | 7,713 (2nd)                                                         | $55.9 (5th)                                                         | 1,325,000 (3rd)                                                     | ТАК                                                                 | 110-120 (7th)                                                       |
| Японія                                                              | G4                                                                  | 1.7 % (10th)                                                        | $4,901(4th)                                                         | $4,413 (3rd)                                                        | 9.68 % (2nd)                                                        | 272 (55th)                                                          | $40.9 (8th)                                                         | 247,150 (21st)                                                      | НІ                                                                  | -                                                                   |
| Росія                                                               | P5                                                                  | 2.0 % (9th)                                                         | $3,685 (6th)                                                        | $1,133 (14th)                                                       | 3.09 % (9th)                                                        | 98 (68th)                                                           | $66.4 (4th)                                                         | 845,000 (5th)                                                       | ТАК                                                                 | 7,300 (1st)                                                         |
| Велика Британія                                                     | P5                                                                  | 0.9 % (22nd)                                                        | $2,757 (9th)                                                        | $2,761 (5th)                                                        | 4.46 % (6th)                                                        | 336 (52nd)                                                          | $55.5 (5th)                                                         | 169,150 (32nd)                                                      | ТАК                                                                 | 215 (5th)                                                           |
| США                                                                 | P5                                                                  | 4.4 % (3rd)                                                         | $18,558 (2nd)                                                       | $18,558 (1st)                                                       | 22.00 % (1st)                                                       | 68 (73rd)                                                           | $597.0 (1st)                                                        | 1,492,200 (2nd)                                                     | ТАК                                                                 | 6,970 (2nd)                                                         |
| 1мільйон долларів США 2Відсоток внеску в спільний бюджет ООН        |                                                                     |                                                                     |                                                                     |                                                                     |                                                                     |                                                                     |                                                                     |                                                                     |                                                                     |                                                                     |

## Підтримка
Велика Британія та Франція підтримали заявку на статус постійного члена Ради Безпеки ООН країн, що входять до G4.
Японію підтримують США та Велика Британія.
Усі постійні члени Ради безпеки ООН (P5) підтримують заявку Індії на статус постійного учасника з правом вето. Однак Китай готовий віддати свій голос тільки в тому випадку, коли Індія, в свою чергу, перестане підтримувати позицію Японії щодо КНР.

## Опозиція
Деякі держави висловили своє негативне ставлення до G4.
Наприклад, пропозиції Японії сильно суперечать думці Китаю і Південної Кореї, які вважають, що Японська держава має вибачитися за військові злочини, які вона вчинила під час Другої світової війни.
Європейські та африканські держави, зокрема Намібія, Болгарія, Чехія, Польща, Норвегія, Данія, Іспанія та Нідерланди виступають проти Німеччини.
Уряди Колумбії, Аргентини та Мексики виступають проти Бразилії.
Уряд південноазійської країни, Пакистану виступив проти Індії.

## Активність
Двом африканським країнам було запропоновано вступити в організацію, але на конференції в 2005 році Єгипет і Нігерія так і не змогли домовитися про це, оскільки вони претендували на постійне місце в РБ ООН.
12 лютого 2011 року члени G4 випустили у спільній заяві, в якій міністри закордонних справ усіх держав, що входять до організації, погодилися досягати конкретних результатів на поточній сесії Генеральної Асамблеї ООН.
У 2017 році повідомлялося, що країни G4 були готові тимчасово відмовитися від права вето, але якщо вони отримають місця в РБ ООН.